# Rhynchospora bakhuisensis
Rhynchospora bakhuisensis är en halvgräsart som beskrevs av Mark T. Strong. Rhynchospora bakhuisensis ingår i släktet småag, och familjen halvgräs. Inga underarter finns listade i Catalogue of Life.